# Ain't Life Grand (album)
Albums de Black Oak Arkansas
Street Party
(1974) X-Rated
(1975)
Singles
1. Taxman
Sortie : 28 février 1975
2. Back Door man
Sortie : avril 1975
3. Fancy Nancy
Sortie : juin 1975

Ain't Life Grand est le 6e album studio du groupe de rock américain Black Oak Arkansas. Il sortit en mai 1975 sur le label Atco et fut produit par Richard Podolor.

## Historique
Enregistré à Los Angeles  au American Recording Studios, cet album comprend un nouveau guitariste soliste, James Henderson en remplacement de Harvey Jett.
L'album comprend une reprise de la chanson Taxman, écrite par George Harrison, issue de l'album Revolver des Beatles. 
Il se classa à la 145e place du Billboard 200.

## Liste des titres
- Toutes les chansons sont signées par Black Oak Arkansas, sauf Taxman signée par George Harrison.

| 1. | Taxman      | 3:34 |
| 2. | Fancy Nancy | 3:21 |
| 3. | Keep On     | 3:29 |
| 4. | Good Stuff  | 3:43 |
| 5. | Rebel       | 4:15 |

| 6.  | Back Door Man                | 2:50 |
| 7.  | Love Can't Be Found          | 3:55 |
| 8.  | Diggin' For Gold             | 3:40 |
| 9.  | Cryin' Shame                 | 3:36 |
| 10. | Let Life To Be Good With You | 3:24 |

## Composition du groupe pour l'enregistrement
- Jim Dandy Mangrum : chant, planche à laver.
- Rickie Lee Reynolds : guitare rythmique, chœurs.
- Pat Daugherty : basse, chœurs.
- James Henderson : guitare solo, chœurs.
- Stanley Knight : guitare solo, claviers, chœurs.
- Tommy Aldridge : batterie, percussions.

## Charts
| Pays       | Durée du classement | Meilleur classement |
| ---------- | ------------------- | ------------------- |
| États-Unis | 8 semaines          | 145e                |